# Katarina Smith
Katarina Smith, född Allberg den 17 januari 1971, är en svensk-kanadensisk orienterare som tog VM-brons i stafett 1999 och VM-silver i stafett 2001. Hon blev nordisk mästarinna i stafett 1999 och 2003 samt svensk mästarinna i stafett 2001 och svensk mästarinna på långdistans 2002.